# Пункція суглоба
Пункція суглоба (або артроцентез, лат. arthrocentesis, від грец. ἄρϑρον — суглоб та грец. κέντεση — укол) — хірургічна лікувально-діагностична процедура для отримання синовіальної рідини, патологічної рідини (кров, гній та ін.) з порожнини суглоба або для введення лікарських засобів в порожнину суглоба за допомогою голки та шприца (рідше троакара).

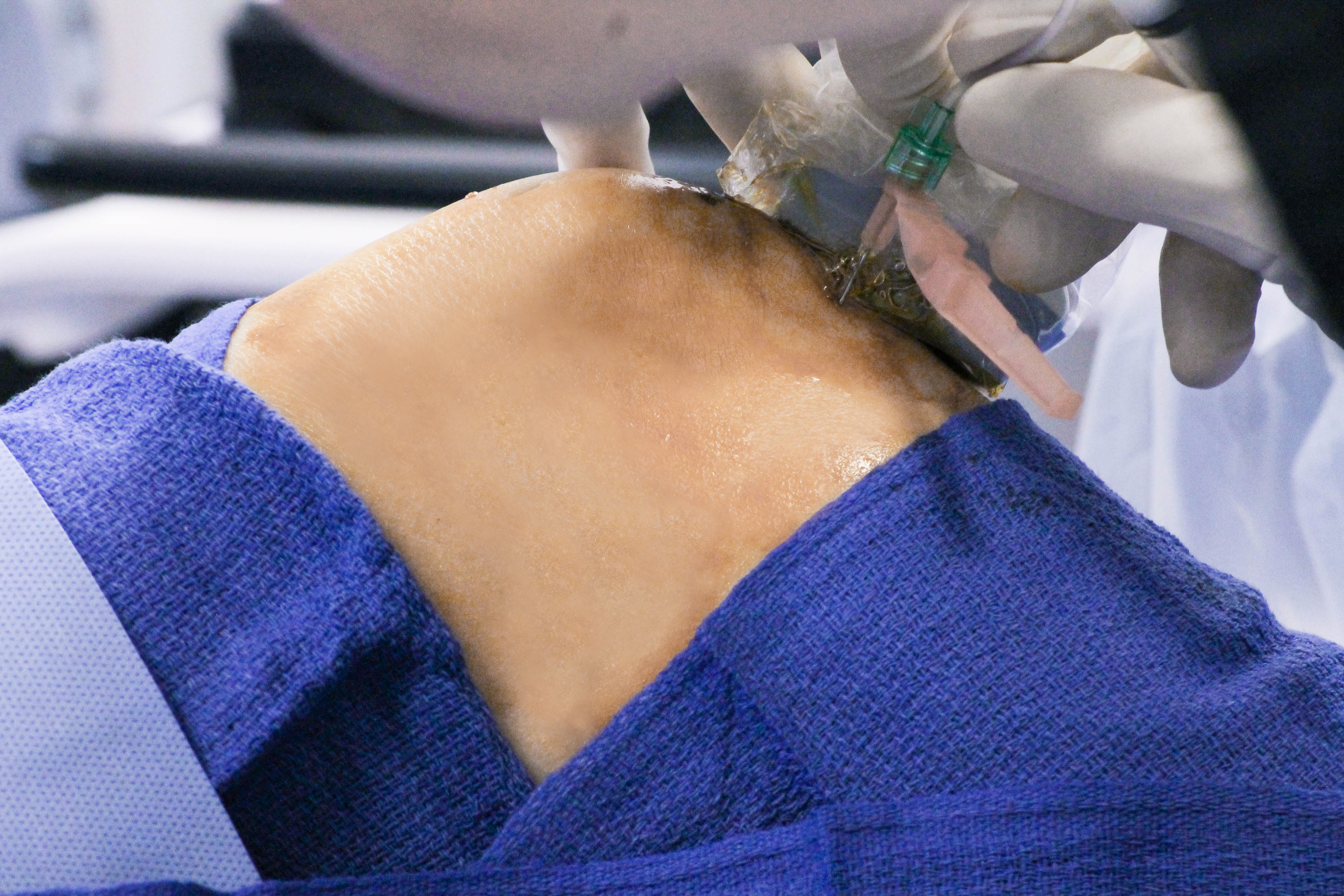
Пункція суглоба

Пункція суглоба, виконана з діагностичною метою, дозволяє візуально оцінити вміст його порожнини. Бактеріологічне дослідження і цитологічний аналіз суглобового пунктату дає ще більше інформації щодо нагноєння, неспецифічних процесів (гонорея, туберкульоз, хламідіоз), вмісту мінеральних солей, ферментів та ін. Пункція суглоба є також і лікувальною, оскільки видалення з порожнини суглоба надмірної кількості рідини зменшує розтягування капсули, знижуючи больовий синдром і збільшуючи об'єм рухів.

## Історія
Про існування синовіальної рідини відомо ще з часів Гіппократа. Аномальне накопичення рідини всередині суглобів було визнано вірогідною причиною ревматичних захворювань, оскільки гуморальна теорія була домінуючою парадигмою в медичній культурі Заходу того часу. Хоча евакуація надлишку аномальної рідини в суглобі була метою всіх терапевтичних заходів, вжитих у цю епоху, жодної згадки про артроцентез не знайдено в західних медичних текстах до 1652 року. Перші згадки про покази для проведення пункції суглоба з метою лікування аномального накопичення рідини всередині суглобів, згадуються у Codex Badianus, ацтекському рукописі, написаному в 16 столітті, та у Tractado breve de medicina, опублікованому в Мексиці в 1592 році.
Fabricius Hildanus (1560—1634), хірург, можливо, був першим, хто пунктував піартроз через попередню відкриту рану в коліні. Він описав, як за допомогою зонда увійшов у абсцес, який було видно крізь відкриту рану. Хворий був живий, але мав анкілоз ураженого суглоба. Це втручання, опубліковане після смерті автора, не вплинуло на лікування подібних випадків у наступні століття.
Не було зафіксовано жодного значного прогресу в терапевтичному артроцентезі, поки Жан Гей не повідомив про свій досвід після внутрішньосуглобової ін'єкції ліків двом пацієнтам у 1792 році у Франції. Після евакуації великої кількості безбарвної прозорої синовіальної рідини він протягом кількох днів неодноразово ввів двом пацієнтам ліки, в основному спиртові напої, і повідомив про значне клінічне покращення в обох. На жаль, не відомо ні про пізніший досвід цього лікаря, ні про інтелектуальні висновки, на яких він заснував своє рішення про пункцію суглоба. Це не стало стандартною практикою до 20 століття, хоча точний час, коли ця практика була прийнята, не ясний. Marañón згадує внутрішньосуглобове введення сполук йоду для лікування кількох хронічних захворювань суглобів, не згадуючи про конкретну техніку. У 1947 році Von Reis і Swenson запропонували використовувати внутрішньосуглобову осмієву кислоту для проведення хімічної синовектомії при ревматоїдному артриті, а Hollander застосував внутрішньосуглобовий гідрокортизон при ревматичних захворюваннях. Саме після його публікації артроцентез став стандартною практикою в ревматології.

## Покази для проведення процедури
Аспірація синовіальної рідини показана для:
- Оцінка наявності внутрішньосуглобового інфекційного процесу
- Діагностика запальних захворювань (наприклад, кристалічної артропатія, спондилоартропатії)
- Введення ліків при гострому або хронічному артриті
- Полегшення симптомів набряклого, болючого суглоба або при запальних захворюваннях (наприклад, ревматоїдний артрит)
- Евакуація можливого гемартрозу при травматичному випоті
- Виявлення зв'язку між порожниною суглоба та травмою

## Протипокази
Єдиним абсолютним протипоказанням до артроцентезу є навколосуглобова інфекція, оскільки це може занести бактерії у суглобову щілину. Однак ознаки запалення — тепло, набряк і підвищена чутливість в ділянці суглоба може виникати через гострий артрит суглоба, і цей стан може імітувати інфекцію м'яких тканин.
Існує ряд відносних протипоказань до процедури пункції суглоба. Одним з них є бактеріємія, оскільки існує теорія, що процедура може ввести бактерії в суглобову щілину. Коагулопатія є суперечливим протипоказанням. Можливість травматичного гемартрозу після пункції суглоба у пацієнтів з коагулопатією викликає занепокоєння, але ряд досліджень показують перевагу користі від процедури над можливою шкодою від такого ускладнення. Пункція протезів суглобів підвищують ризик їх інфікування. Тому слід уникати артроцентезу для цих суглобів. Однак, якщо є підозра на інфікований протез, слід виконати пункцію такого суглоба.

## Анатомічні орієнтири та точки пункцій суглобів

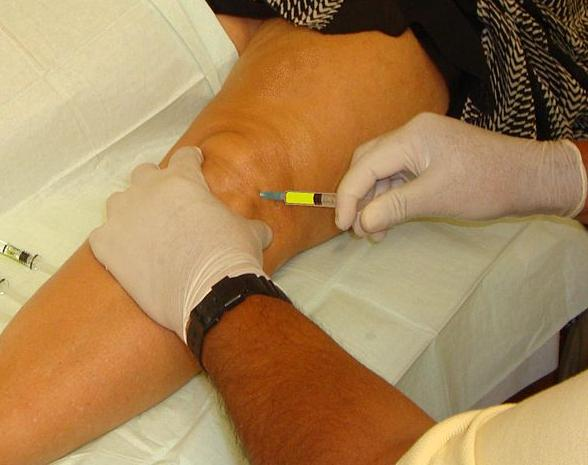
Пункція колінного суглоба з введенням фармацевтичного препарату

Артроцентез — відносно проста хірургічна процедура. Знання анатомічних орієнтирів і положення пацієнта допоможе в успішному завершенні аспірації суглоба. Визначення анатомії — найважливіша частина процедури. Клініцист повинен знати анатомію конкретного суглоба та орієнтири, щоб уникнути проколів сухожиль, кровоносних судин і нервів. Однак, у деяких випадках (невелика кількість патологічної рідини в суглобі, складна анатомія суглоба та ін.,) ультразвукове дослідження (УЗД) є цінним доповненням до процедури пункції суглоба, що дозволяє лікарю надійно ідентифікувати та аспірувати суглобові випоти.

### Опис основних точок пункції суглобів
- Гомілкостопний суглоб. Пацієнт розташовується лежачи на ношах із зігнутими колінами та легким підошовним згинанням стопи так, щоб підошва стопи спиралася на ліжко. Голку вводять посередині між медіальною кісточкою та переднім сухожилком великогомілкової кістки, над западиною на передній стороні кісточки.[9]
- Ліктьовий суглоб. Пацієнт розташовується лежачи, сидячи або напівлежачи, зігніть лікоть під кутом 90° і пронуйте передпліччя долонею вниз. Голка вводиться дистальніше латерального надвиростка, у поглиблення, що відчувається між латеральним надвиростком, ліктьовою кісткою та головкою променевої кістки.[10]
- Колінний суглоб. Пацієнт розташовується лежачи з повністю розігнутим коліном або зігнутим на 15 або 20°, підклавши рушник під коліно. При використанні передньомедіального доступу голка входить на 1-2 см медіальніше верхньої половини або третини колінної чашечки. Подібний підхід можна використовувати з латеральної (бічної) сторони коліна.[11]
- П'ястно-фалангові та міжфалангові суглоби. Пацієнт розташовується сидя або лежачи, передпліччя кладуть на стіл, а кисть пронується. Пальці зігнуті; для п'ястно-фалангового суглоба пальці згинають цих суглобів, а в міжфалангових суглобах пацієнт злегка згинає пальці. Аспіраційну голку вводять у лінію суглоба вздовж дорсальної частини суглоба, медіально або латеральніше сухожилля розгинача.[12]
- Плюснефаланговий суглоб. Покладіть пацієнта на спину, зігніть коліно, а стопу та пальці ніг поставте на носилки. Аспіраційну голку вводять уздовж дорсальної частини суглоба, медіально або латеральніше сухожилля розгинача м'яза великого пальця.[13]
- Плечовий суглоб. Посадіть пацієнта вертикально, уражену руку відведіть і розмістіть кисть на коліні або біля нього (тобто рука повернута всередину). Голку вводять спереду, трохи нижче і латеральніше коракоїдного відростка, спрямовуючи ззаду до суглобової ямки та медіальніше головки плечової кістки. Також можливий задній доступ.[14]
- Зап'ястний суглоб. Пацієнт розташований сидячи або лежачи на спині, зап'ястя на столі. Щоб допомогти визначити сухожилля довгого м'яза-розгинача, пацієнт повинен активно розгинати зап'ястя та великий палець. Для пункції суглоба зап'ястя згинають і відхиляють в сторону ліктьової кістки приблизно на 20–30°. На руку накладається тяга. Введення голки відбувається дистальніше від горбка Лістера та края ліктьової кістки та сухожилля довгого розгинача великого пальця.[15]
- Кульшовий суглоб. Пунктується у виняткових випадках, якщо пункція є точно необхідною, виконується під УЗД контролем[16]. Через наявність багатьох важливих структур у стегні (стегнова артерія/вена, стегновий нерв тощо), глибину необхідну для входу в тазостегновий суглоб, не рекомендується пункція кульшового суглоба лише по орієнтирам без УЗД.[17]

## Обладнання
Пункцію суглобів потрібно проводити з дотриманням асептичних умов, використовуючи стерильні медичні вироби та інструменти, а також у приміщеннях які відповідають вимогам асептики (операційні, малі операційні, перев'язувальні кабінети, маніпуляційні кабінети (з обробкою усіх поверхонь та меблів) та ін.). Також важливо уникати «змішування» пацієнтів з інфекційними процесами та пацієнтів яким потрібно проводити процедуру пункції суглобів без ознак інфекційного процесу (синовіальні порожнини дуже сприятливі до розвитку інфекцій). Для попередження виникнення інфекційних ускладнень важливо також ретельна гігієнічна та хірургічна обробка рук хірурга та медичного персонала.

### Обладнання[6]
Для підготовки шкіри
- Розчини для обробки дезінфекції шкіри (наприклад, хлоргексидин, бетадин)
- Рукавички стерильні
- Стерильні операційні покриття
- Стерильні марлеві серветки

Шприци
- Стерильний шприц об'ємом від 3 до 5 см3 для проведення місцевої анестезії
- Стерильний шприц об'ємом від 10 до 20 см3 для аспірації рідини із суглоба.

Голки
- Від калібру 25G до 27G для введення місцевого анестетика
- Від калібру 18G до 22G для аспірації рідини. В залежності від клінічної ситуації калібр голки для шприца може збільшуватися чи зменшуватися. Іноді через в'язкий вміст суглоба (наприклад гній) — доцільно використовувати тонкий троакар[19].

Ліки
- Місцевий анестетик
- Ліки, що вводяться в суглоб, за потребою (наприклад глюкокортикостероїди[20], антибіотики[21], препарати гіалуронової кислоти[22], плазми збагаченої тромбоцитами (PRP[en])[23] та ін.

Інше (за потребою)
- Триходовий запірний кран для зливу великої кількості рідини
- Пробірки для збору зразків для лабораторного аналізу
- Гемостатичний зажим для стабілізації голки під час заміни шприців, якщо для повної аспірації потрібно більше одного під'єднання шприца.

## Техніка проведення
Конкретні методики артроцентезу для різних суглобів можуть мати особливості. Загальні етапи пункції суглобів такі:
1. Визначте анатомію суглоба шляхом пальпації навколишніх кісткових орієнтирів. Ультразвукове дослідження може бути корисним для виявлення випоту.
2. Виберіть місце пункції та доступ до суглоба з урахуванням відповідної анатомії. Обов'язково уникайте сухожиль, великих кровоносних судин і великих нервів.
3. Нанесіть антисептичний розчин на область введення голки та шкіру навколо. Дайте шкірі висохнути, а потім покладіть стерильне покриття навколо місця введення голки.
4. Використовуючи голку від 25G до 27G, спочатку введіть дозу місцевого анестетика в місці введення. Після анестезії шкіри проводять інфільтрацію шкіри до області суглобової капсули. При дуже болючих суглобах можна використовувати блокаду регіонального нерва.
5. Приєднайте більшу голку відповідної довжини до шприца відповідного розміру. Введіть голку в суглобову щілину вздовж анестезованої доріжки.
6. Для зливу великої кількості рідини між голкою та шприцом можна встановити триходовий запірний кран.
7. Щоб змінити шприц під час процедури, візьміться за канюлю голки стерильним гемостатичним зажимом і міцно тримайте її під час виймання шприца.
8. Слід спробувати видалити якомога більше рідини або крові. Якщо рідина перестає надходити, це означає, що суглоб або повністю дренований, або кінчик голки зміщено, або частини тканин або включення в рідині забивають голку. Треба злегка просунути або витягнути голки, повернути її скіс або аспірувати рідини з меншою силою.
9. Помістіть рідину у відповідні пробірки та надішліть синовіальну рідину на дослідження, як зазначено в клінічному протоколі.
10. Накладіть пов'язку або бинт на місце пункції та натисніть, щоб досягти гемостазу.

### Демонстрація для конкретних суглобів
- Пункція ліктьового суглоба
- Пункція променезап'ясткового суглоба (зап'ястя)
- Пункція плечового суглоба (задній доступ)
- Пункція плечового суглоба (передній доступ)
- Пункція колінного суглоба (латеральний доступ)
- Пункція гомілкостопного суглоба
- Пункція плеснефалангового суглоба 1 пальця
- Пункція кульшового суглоба під УЗ-контролем

## Лабораторне дослідження

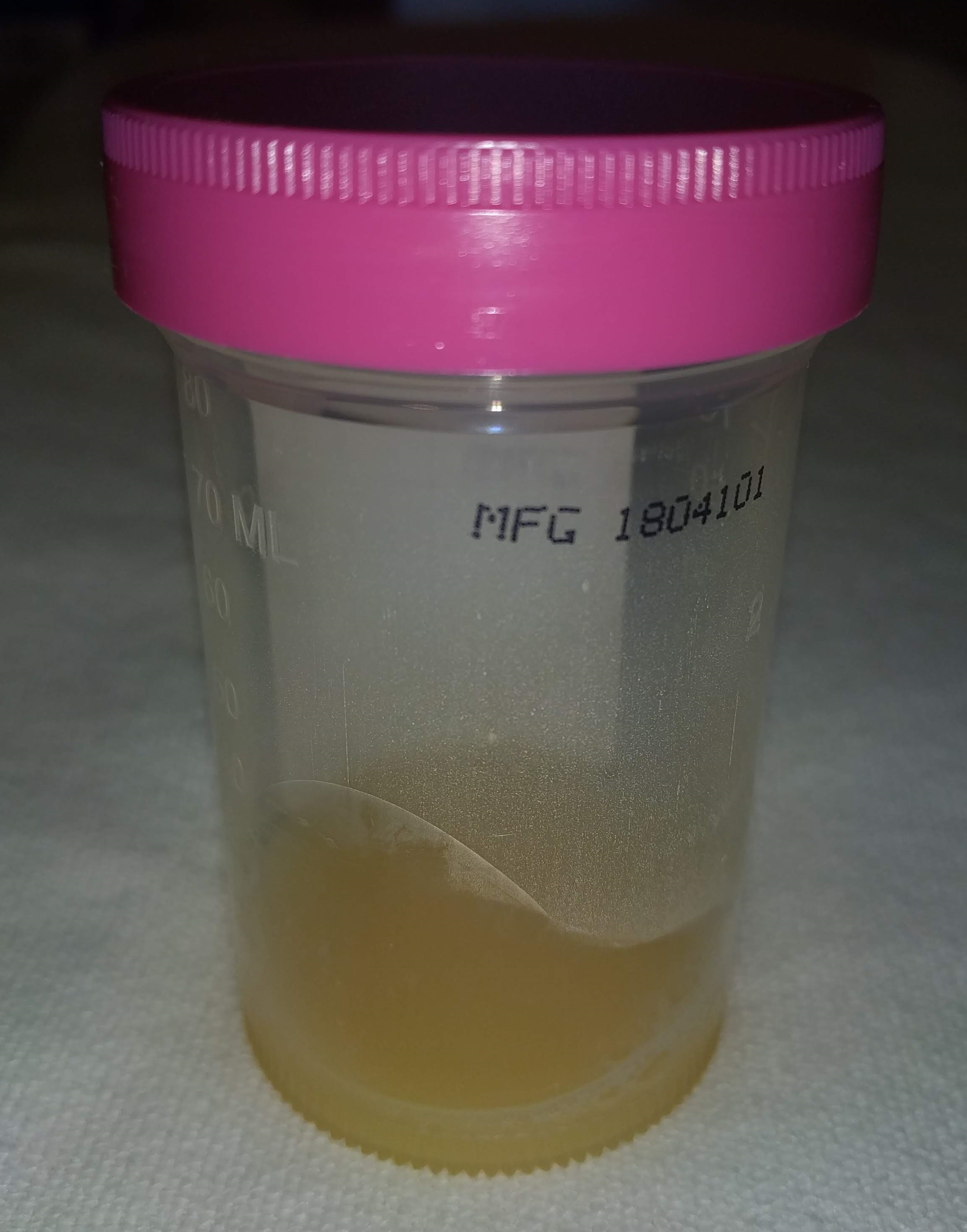
Отримана після пункції синовіальна рідина з ознаками інфекції (зміна нормальної прозорості та кольору)

| Тип                                                                       | Лейкоцити (WBC) (на мм3) | % нейтрофілів | В'язкість | Зовнішній вигляд |
| ------------------------------------------------------------------------- | ------------------------ | ------------- | --------- | ---------------- |
| Нормальний                                                                | <200                     | 0             | Висока    | Прозорий         |
| Остеоартроз                                                               | <5000                    | <25           | Висока    | Прозорий жовтий  |
| Травма                                                                    | <10 000                  | <50           | Перемінна | Кривавий         |
| Запальний                                                                 | 2 000–50 000             | 50–80         | Низька    | Мутний жовтий    |
| Септичний артрит                                                          | >50 000                  | >75           | Низька    | Мутний жовтий    |
| Гонорея                                                                   | ~10 000                  | 60            | Низька    | Мутний жовтий    |
| Туберкульоз                                                               | ~20 000                  | 70            | Низька    | Мутний жовтий    |
| Запальний тип: артрит, подагра, ревматоїдний артрит, ревматична лихоманка |                          |               |           |                  |

## Ускладнення
Ускладнення при артроцентезі зустрічаються рідко. Вони включають наступне:
1. Інфекція. Якщо процедура виконується без дотримання повністю асептичної техніки або якщо є інфекція, яка лежить на поверхні, шкірні бактерії можуть потрапити в суглобову порожнину. Цього можна уникнути, дотримуючись суворої стерильної техніки та уникаючи введення через інфіковану шкіру або підшкірну клітковину.
2. Кровотеча. Гемартроз після артроцентезу зустрічається рідко, але частіше у хворих з геморагічним діатезом. Вводячи голку під час процедури, робіть це лінійним способом без рухів з боку в бік, щоб уникнути зсуву кровоносних судин та інших структур.
3. Алергічна реакція. Пацієнти з алергією на місцеві анестетики не повинні отримувати цей клас препаратів.